# Done Jakue
Done Jakue (en castellà Santiago) és un barri de la ciutat de Vitòria (Àlaba). El 2008 tenia 4.138 habitants. Limita amb l'Eixample i amb el parc de Los Herran. És un barri molt petit i amb un reduït cens d'habitants. Està situat al mateix carrer, Avinguda de Santiago, arribant fins al mateix eixample, passant al costat de l'hospital de Santiago. El barri data de finals dels 1980, construït després de l'eliminació de l'edifici militar. D'altra banda, compta amb un mercat de carrer els dijous i dissabtes al matí a la plaça de Simón Bolívar.